# 文 (通貨単位)

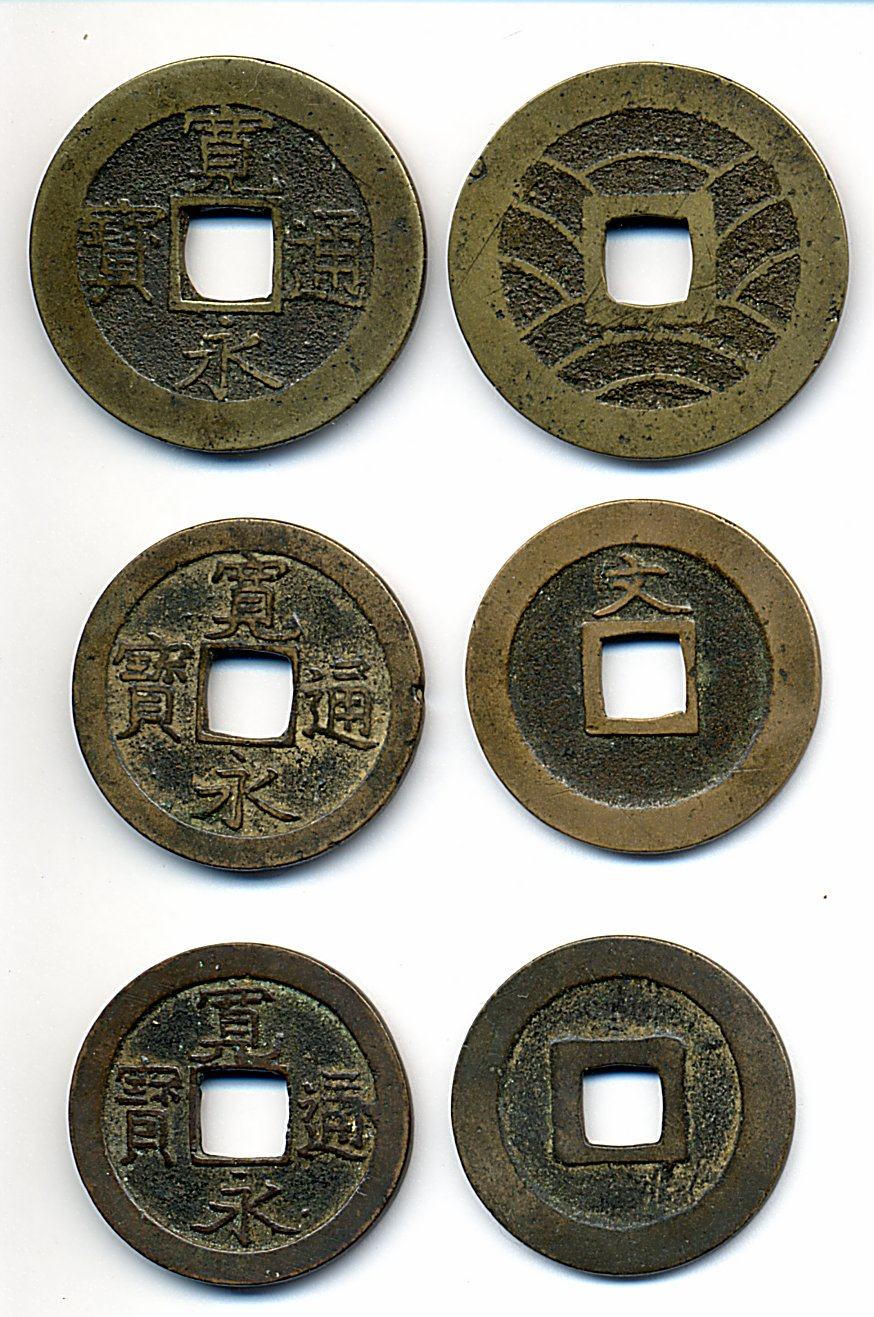
寛永通宝。上の貨幣は四文、中央と下の貨幣は一文の額面であった。

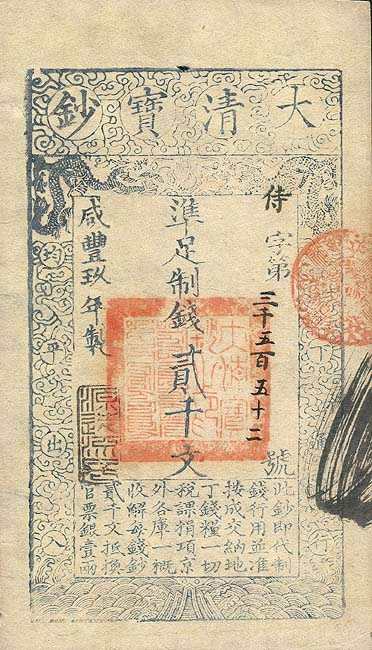
清の紙幣、大清寶鈔（大清宝鈔）。弐千文とある。1859年に製造。

文（もん）は、かつて漢字文化圏で使用された銭貨の通貨単位である。日本では、ここから転じて長さの単位としても使用される。

## 概要

### 中国
中国において晋から南北朝時代にかけて初めて用いられたとされている。この時期には従来の五銖銭に加えて様々な政権で鋳造された大きさの銅銭が用いられ、しかも等価で混用された。このため、銭の枚数もしくは銭には必ず刻まれていた文（文様）を数えることで貨幣価値を計るようになった。やがて、銭の枚数を数える単位として「銭」もしくは「文」が出現し、それがそのまま貨幣単位としても用いられるようになった。6世紀に作成された賈思勰の『斉民要術』や北魏の年号が入った敦煌文書などに貨幣単位としての「文」が見られる。その「文」が銭貨の使用拡大とともに漢字文化圏の周辺諸国に伝わり、日本語の読みでは「もん」、朝鮮では「문(mun)」、ベトナムでは「văn」として使用された。
中国大陸では、中華民国建国以降、銭貨が使用されなくなるとともに、その単位である「文」も使用されなくなった。
19世紀の香港では1香港ドル（港元）の1000分の1（英語名称mil（ミル））に当たる硬貨の漢字表記を「香港一文」とし、銀圓0.72毫（0.024グラム）に相当した。この1ミル硬貨は後に漢字表記のみ「香港一千」に改称された後、使用されなくなった。現在の香港では香港ドルを広東語で「蚊（man1）」と通称するが、これは「文」に由来する。

### 日本
日本では、和同開珎が鋳造された奈良時代から用いられるようになり、平安時代に皇朝銭が廃絶すると一旦用いられなくなったが、鎌倉時代や室町時代頃には中国からの銭の輸入とともに再び用いられるようになり、明治維新で新通貨単位・円が導入されるまで続いた。現在では通貨として流通していないが、「一文無し（無一文）」「二束三文」「三文芝居」「早起きは三文の徳」など、いくつかの言葉に通貨として使用されていた名残を残している。

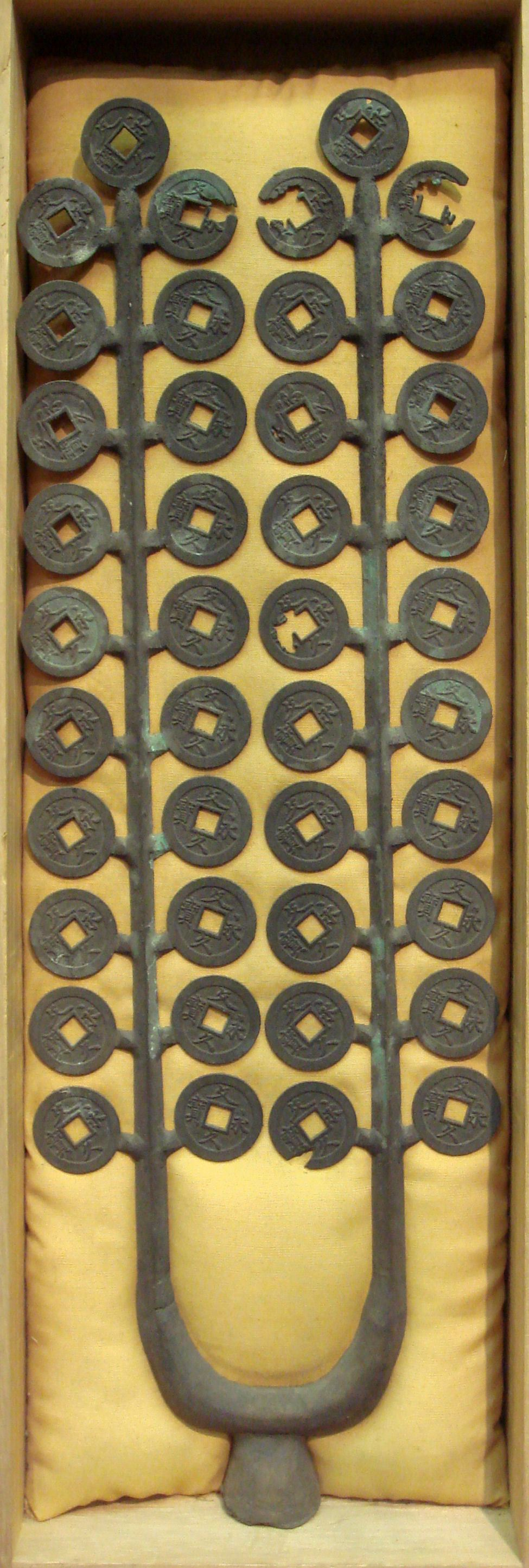
鋳造途中の文久永宝。枝銭（えだぜに）と呼ばれる。この後、切り離されて貨幣となる。

しかし、渡来銭も長期間の流通により摩耗、割れ、欠けなどが生じ、又鉛分の多い私鋳銭も横行し、これらは鐚銭と呼ばれるようになり撰銭がしばしば行われるようになる。度々の撰銭令（撰銭の禁止）が出されても効果は無く、そのため良銭に対し鐚銭は割増の差別通用となり、明応2年（1493年）の「相良氏法度」では、「大鳥」と呼ばれる鐚銭10貫文につき良銭4貫文（十貫字大鳥四貫文）、「黒銭」と呼ばれる鐚銭10貫文につき良銭5貫文と定められた。北条氏の領分であった関東では永楽通寳が良銭として扱われ、天文19年（1550年）には永楽1文を以て鐚銭4文、あるいは5文となった。江戸時代に入り、慶長13年（1608年）には金一両＝永一貫文＝鐚四貫文と定められた。
江戸時代の通貨単位としては、1/1000貫（貫文）に相当する。元禄13年（1700年）の御定相場では、1文は、金1/4000両、銀0.015匁に相当した。

#### 流通
1636年から寛永通寳が公鋳されるようになると、寛永通寳は鐚銭と等価に設定された。寛永通寳初鋳時は、1文は鰯一尾、塩一合、餅一個などの購買力があった。
実際の文の価値は時代により変わった。1800年代初頭の『東海道中膝栗毛』の記述では、餅一個の価格が3文から5文、街道の茶屋で酒一合が32文とある。きちんとまとめられたのは明治期になるが、落語の演目では、『時そば』で蕎麦一杯が16文、『黄金餅』で火葬を含めた最低限の埋葬料が天保6枚（480〜600文）とされている。
また銭は100文をまとめて紐に通し銭緡（銭差、ぜにさし）として用いられたが、実際には96枚の九六銭（くろくぜに）を以て100文として通用させる省陌も行われ、この差4文は銭緡代であるとか銭座が銅銭を鋳造する際の経費として差し引いたものに由来するとか諸説ある。
寛永通寳は、古寛永、文銭、耳白銭（みみじろぜに）については中国と同じく量目一銭（匁）が基準であったが、元禄年間や元文年間には薄小化した銭貨も鋳造され、それでも銅銭は1枚が1文として通用していた。しかし、幕末に鉄銭や天保通寳が多量に鋳造され市場の流通を支配するようになると、銅銭一文と鉄銭一文は等価では通用せず、慶應元年（1865年）閏5月、幕府は天然相場を容認し、鉄一文銭1文および天保通寳100文を基準として以下のような相場となった
- 文銭および耳白銭：6文
- その他寛永通寳銅一文銭：4文
- 寛永通寳真鍮當四文銭：12文
- 文久永寳當四文銭：8文

その後も通用価値と額面との乖離はさらに拡大し、慶應4年閏4月14日（1868年）、維新政府は太政官布告第306号により鉄一文銭1文を基準として以下のように定める。
- 寛永通寳銅一文銭：12文
- 寛永通寳真鍮當四文銭：24文
- 文久永寳當四文銭：16文
- 天保通寳當百文銭：96文

明治4年（1871年）の新貨条例では旧貨幣の単位について、一両すなわち永一貫文を以て一圓に充て、一厘は永一文に当てるとされた。寛永通寳銅銭一文銭がこの永一文に相当することになり、1厘通用となった。従来の一文は、100文につき1銭に充てられた。このことは竜文切手（48文、100文、200文、500文）の竜銭切手（5厘、1銭、2銭、5銭）への対応にも見られる。対して寛永通寳鉄銭一文銭はさらに切り下げられ、明治5年9月24日太政官布告第283号では鉄銭一文につき1/16厘となった。

## 長さの単位
長さの単位としての文は、主として足袋や靴など履物の大きさを表すのに用いられる。足袋などの寸法を計る際に1文銭が何枚並ぶかを目安としたことに由来する。
1文は中国の開元通寳以来、寛永通寳のような日本の銅銭も含めて銭貨の直径は伝統的に8分（0.8寸）であり、これは約2.4センチメートルで、文以下の単位には三分・半文（はんもん 1/2文）・七分が使われた。井原西鶴『好色一代女』には女性の小さな足を形容するのに「八文三分」が使われている。現在の靴の足長計測にはセンチメートルが用いられており、0.5cm単位で計測される。 
プロレスラーのジャイアント馬場の十六文キック及び三十二文ロケット砲は有名であるが、馬場の本当の足の大きさは14文で、馬場の靴がアメリカのサイズ表記で「16」となっているのを見た日本のプロレスマスコミが16文と勘違いし、それが定着したものである。それ以来プロレス界では、「馬場の足の大きさ=十六文」というのが標準として定着し、馬場より足の大きなアンドレ・ザ・ジャイアントが十八文キック、馬場より足の少し小さいジャンボ鶴田が十四文などと呼ばれるようになった。

## 質量の単位

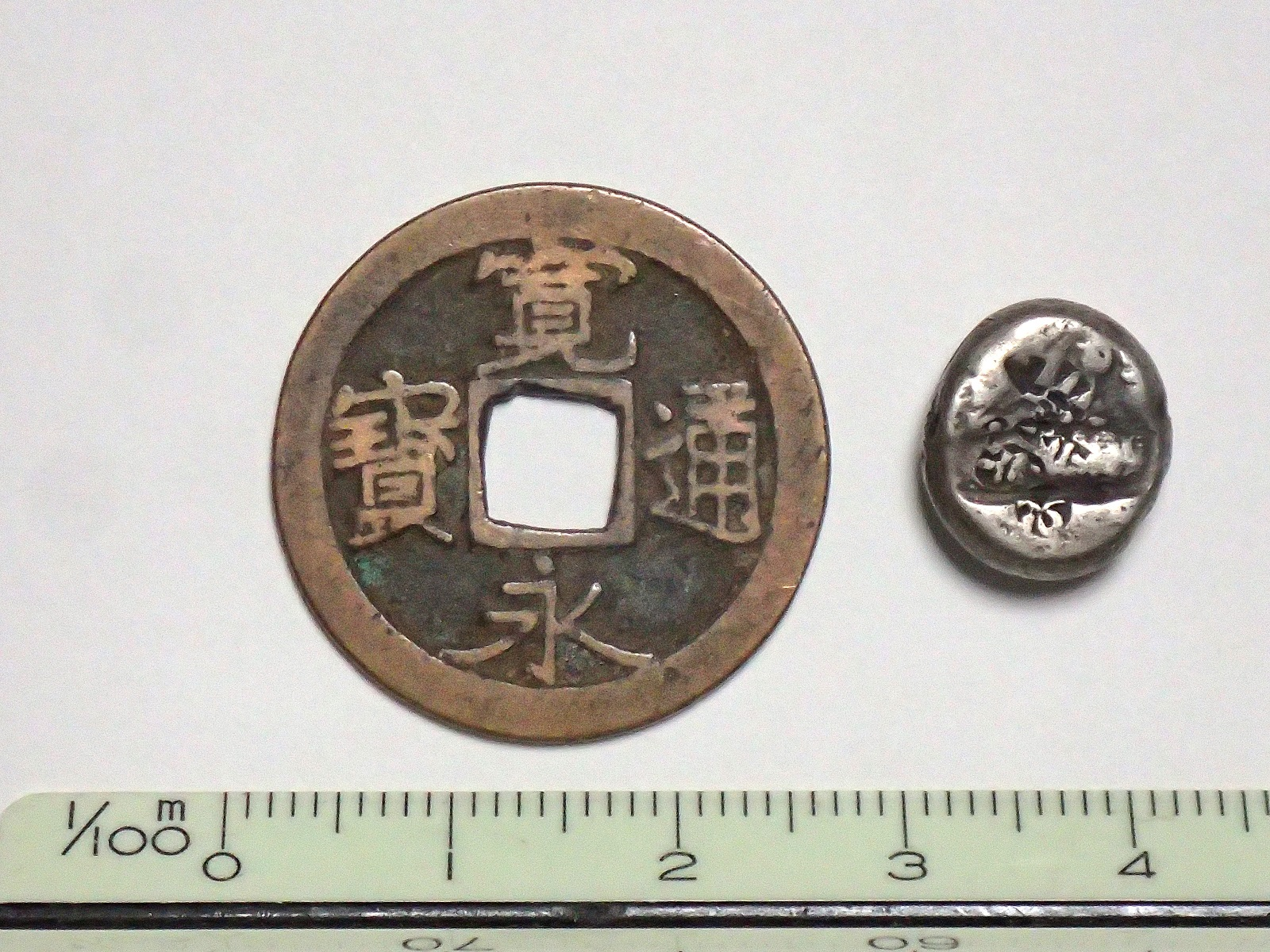
「銭一文」（左）および「銀一匁」（右）。ほぼ一戔（匁）の寛永通寳(3.740g)と、ほぼ一匁の慶長豆板銀(3.768g)。

質量の単位である「銭」は銭一枚の量目の基準であり、日本では「文（1文銭）の目（目方）」に相当する「文目」に、「銭」の異字で「泉」の草書体である「匁（もんめ）」の文字を充てた。江戸時代まで「匁」は主に銀の貨幣単位であり、掛目が一銭（戔）の銀という意味である。
ただし、金貨や銀貨と異なり、鋳造で大量生産される銭貨は量目が厳密に造られたわけではなく、銭貨自体は分銅としては到底使用できない程に量目のバラつきは大きい。